# Korzeń pierwotny

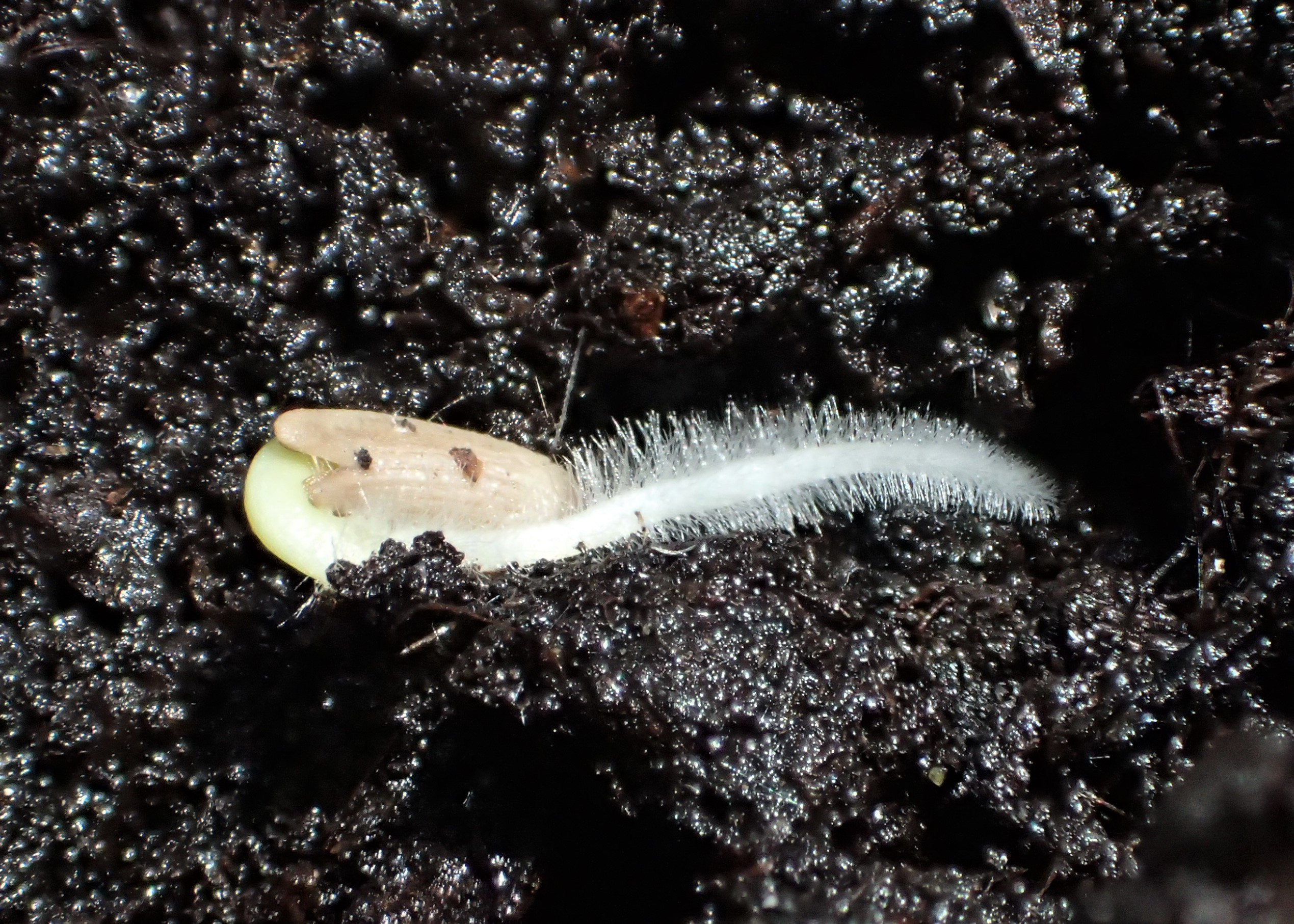
Korzeń pierwotny kiełkującego nasiona ostu zwisłego

Korzeń pierwotny – korzeń, który powstaje z zawiązka korzeniowego zarodka na etapie kiełkowania rośliny naczyniowej z nasiona. Korzeń pierwotny u niektórych roślin (paprocie, jednoliścienne) szybko przestaje rosnąć lub zanika i zastępowany jest przez korzenie przybyszowe tworzące wiązkowy system korzeniowy.  Trwały i silnie rosnący korzeń pierwotny tworzy u pozostałych roślin (z wyjątkiem części dwuliściennych np. kłączowych, które też rozwijają systemy korzeniowe za pomocą korzeni przybyszowych) wykształca się z korzenia pierwotnego korzeń palowy.
Na szczycie korzenie pierwotnego znajduje się merystem wierzchołkowy, w obrębie którego występuje strefa wydłużania w obrębie której następuje zwiększanie wymiarów, zwłaszcza silne wydłużanie komórek. Tu także następuje ich różnicowanie prowadzące do tworzenia się kolejno następujących ich warstw: praskórka, pramiękisz, prakora, pramiazgę i prokambium. Ponad tą warstwą występuje strefa różnicowania, w obrębie której wyróżnia się następujące tkanki budowy pierwotnej korzenia:
- epiderma (skórka, w tym komórki z włośnikami) – pobierająca wodę i ochraniająca korzeń
- kora pierwotna, w tym z wewnętrzną warstwą komórek tworzącą endodermę (środskórnię)
- walec osiowy (stela) powstający z prokambium.